# VPS37A
VPS37A‏ (VPS37A, ESCRT-I subunit) هوَ بروتين يُشَفر بواسطة جين VPS37A في الإنسان.